# Сату Маре
Сату Маре (в буквален превод Голямо село, на румънски: Satu Mare; на унгарски: Szatmárnémeti; на немски: Sathmar) е град и административен център на окръг Сату Маре, Трансилвания, Румъния. Това е най-големият град в Северозападна Румъния и се намира близо до границата с Унгария.

## История
През повечето време от създаването си, градът е част от Кралство Унгария. За първи път е упоменат документално под името Каструм Зотмаре (Castrum Zotmare) в унгарска хроника от 10 век. По това време е крепост във войводството, управлявано от Менморут (Menumorut). Областта и крепостта са обитавани през 1006 г. от тевтонски колонисти, които заселват и тогава още самостоятелния град от другата страна на река Сомеш – Минтиу.
След 1543 г. крепостта е управлявана от рода Батори (Bathory). Градът е укрепен и е изградена крепостен ров. При обсадата от османците през 1562 г. и по-късно от Хабсбургите, крепостта е разрушена. австрийският генерал Лазар Швенди (Lazar Schwendi) възстановява крепостта с помощта на архитекта Отавио Балдигара (Ottavio Baldigara) в италиански стил във формата на петоъгълник.
През 1721 г. Сату Маре е обединен с град Минтиу, получава статут на кралски свободен град и процъфтява като център на търговията и занаятчийството. През 18 век голяма част от града е възстановена.
С Трианонския мирен договор от 1920 г. населяваният предимно от унгарци град и прилежащата му територия е придаден на Румъния. След второто Виенско споразумение от 1940 г. Сату Маре е върнат на Унгария, но през есента на 1944 г. е превзет от съветските войски и оттогава е румънски. Оттогава етническият състав на населението на областта е силно променен от преселените тук румънци и изселените германци и евреи.
Влиятелната еврейска организация Satmar, чието днешно седалище е в Ню Йорк е създадена тук.

## Демография
При преброяването през 2002 г., населението на града е било 115 142 души, разпределени по националност както следва:
- румънци: 66 638 (57,87%)
- унгарци: 45 302 (39,34%)
- немци: 1607 (1,18%)
- цигани: 1115 (0,96%)

и 480 – други.
През 1910 г. жителите са били 34 892, от които 33 094 унгарци, 986 румънци и 629 германци.